# Maria de Jesus
Maria de Jesus dos Santos (Ourém, 10 september 1893 – Corujo, 2 januari 2009) was van 26 november 2008 tot haar dood de oudste erkende levende mens ter wereld, na het overlijden van de Amerikaanse Edna Parker. Zij heeft deze titel 1 maand en 7 dagen gedragen.
Vanaf haar 12e jaar werkte ze op het land. Ze is nooit naar school gegaan en kon niet lezen en schrijven. In 1919 trouwde zij met Jose dos Santos; het echtpaar kreeg in totaal vijf kinderen. Haar echtgenoot overleed in 1951.
Ze woonde tot haar dood zelfstandig in een dorpje en kon met wat hulp nog lopen. Ze zou in haar leven nooit hebben gedronken of gerookt en at bij voorkeur vis en groenten.
Op 2 januari 2009 overleed Maria de Jesus op de leeftijd van 115 jaar en 114 dagen. 